# Радовище (городище)
Радовище — город древних балтов, существовавший с середины I тысячелетия до нашей эры до начала нашей эры, находящийся у деревни Радовище Хотынецкого района Орловской области.

## Описание
На территории современной Орловской области разбросано около 50 древних городищ. Многие из них исчезли и только остатки земляных укреплений, окруженные рвами и валами свидетельствуют о некогда «бившей ключом» здесь жизни. Но история некоторых из них, таких как Домагощь, Старый Воротынск, город Дешкин, Хотимль, Коршев и др., дошла до наших дней.

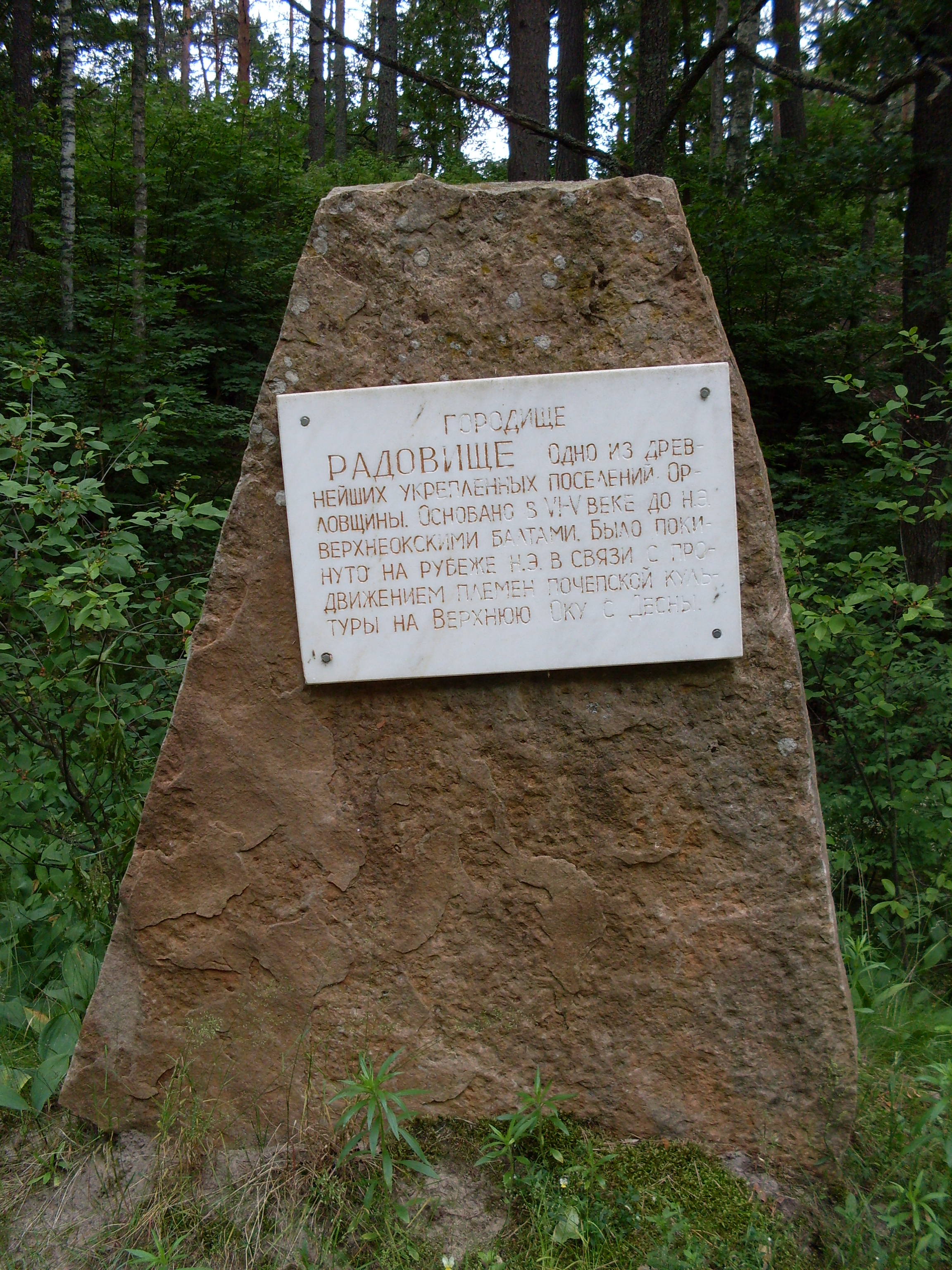
Памятный камень

Городище находится на территории национального парка «Орловское Полесье», основанного в 1994 году. Рядом расположен курганный могильник «Радовище». Эти археологические объекты находятся около деревни с одноимённым названием.
Древнейшее укреплённое поселение построено балтами во времена железного века. Предположительно, что Радовище стало первым поселением, основанным балтами на территории Орловщины по пути продвижения северных племён на юг. Основой хозяйства верхнеокских балтов было скотоводство, земледелие, рыболовство, собирательство. Были развиты: получение железа, бронзолитейное мастерство, косторезанье, прядение, ткачество. Поселение представляло собой небольшое укреплённое городище близ земледельческих полей. По типологии данное поселение относится к «болотному типу». В плане овальное поселение возвышалось на 2,5 метра и являлось островом посреди болота. Оно окружалось кольцевым валом и перед валом имелся кольцевой ров глубиной до двух метров, заполненный болотной водой. Городище Радовище открыл в 1902 году орловский краевед В. Р. Апухтин. Раскопки проводились в 2004—2006 годах археологической экспедицией Орловского краеведческого музея под руководством С. Д. Краснощёковой, при поддержке управления по туризму и краеведению администрации Орловской области. Также в раскопках принимали участие студенты кафедры сервиса и туризма ОГУ. Найдены многочисленные обломки грузил для сетей — свидетельства рыболовства, глиняные фигурки людей — вероятность нахождения здесь культового места, много фрагментов лепной керамики. В полутора километрах от городища сохранился курганный могильник, принадлежащий уже не балтам, а славянам — вятичам и относится к XI—XIII векам. Славяне — вятичи, пришедшие сюда, по своим обычаям сжигали своих умерших.
Жизнь на городище прекратилась на рубеже нашей эры. Это вероятно связано с продвижением почепских племён.